# ジークフリート・カルク＝エーレルト
ジークフリート・カルク＝エーレルト（Sigfrid Karg-Elert, 1877年11月21日 - 1933年4月9日）はドイツの作曲家。

## 経歴
オーベルンドルフ・アム・ネッカー出身。1902年ごろに職業音楽家として活動を開始するに当たり、姓「エーレルト」に母の旧姓を組み合わせて二重姓とし、名前の綴りを Siegfried から縮めて Sigfrid に改めた。エミール・ニコラウス・フォン・レズニチェクに作曲の個人指導を受けた後、ライプツィヒ音楽院でザロモン・ヤーダスゾーンとカール・ライネッケに師事。1919年には自らもその教壇に立った。エドヴァルド・グリーグに認められて作曲活動に取り組む一方、クロード・ドビュッシーやアレクサンドル・スクリャービン、アルノルト・シェーンベルクに心酔した。
その影響は調性を拡張し、独自の半音階的な書法を発展させるのみにとどまらず、オルガンのストップの詳細な指定から彼ならではの色彩感の強調が窺える。付加6の和音の終止は確実にオリヴィエ・メシアンへ影響を与えた。彼はクンストハルモニウムのために好んで作曲し、はじめフランス製の精巧な楽器 (Mustel) を入手、後にドイツ製の楽器 (Titz) を愛用した。その結果としてクンストハルモニウムのための唯一の教則本を残した。そのほかにコラールや室内楽曲、ピアノ曲、オルガン曲がある。フルート業界では「ソナタ・アパッショナータ」が教育の現場で頻繁に用いられる。
作曲と演奏の両面で活躍していたカルク＝エーレルトに、グリーグは「作曲で活躍せよ」と助言を与えた。カルク＝エーレルト作品は、とりわけオルガン曲が、アメリカ合衆国やイギリス、フランスで人気があった。カルク＝エーレルトは演奏家としてはあまり評価されず、ドイツ本国にいたっては作曲家としても評価は高くなかった。新古典主義や無調が主流になった1920年代のドイツでは、半音階主義は既に過去の遺物になっていたためである。ドイツの楽壇に見切りをつけた彼はイギリスへ渡航し、その地では確実に成功した。
その後、評価を苦にした彼は単身1930年代初頭にアメリカ合衆国へ演奏旅行に乗り出した。既にマルセル・デュプレなどのヴィルトゥオーソが知られた地域であったこともあり、技術上の問題から結果は芳しくなかった。が、没後も彼の作品が同地で出版されるなど、アメリカ合衆国のオルガン業界に確実に影響を与えた。糖尿病を長く患った末に1933年に死去し、ライプツィヒに埋葬された。
没後にわかに忘れられたが、1970年代後半から再評価が始まり、録音数は増え続けている。彼は後期にあるフルーティストと気が合い、フルートのための作品を連続して残しているが、これらは現在でもフルート教育に欠かせない教材になっている。

## 作風
最初はワーグナーの影響を強く受けたものの、近代音楽の時代に入り調性音楽の崩壊を目の当たりにした彼は、主要音をのこしながらも調性の境界が明解でない方向へ舵を切った。このため、ドイツ本国では「フランスとイギリスの影響を無駄に受けた折衷主義者」と批判され、亡くなる頃にはほとんど支援者がいなかった。
オルガン作品とクンストハルモニウム作品は詳細にストップが指定されており、当時の流行であった「ネオ・ゴシック」モデルを基準に作曲されているせいか、作曲上の効果が現れるモデルは少ない。オルガン曲はマックス・レーガーに匹敵するほどの難易度であり、カルク＝エーレルト自身も書簡でレーガーに言及している。晩年に子どもでも弾ける「センプレ・センプリーチェ」を作曲した。
彼はピアニストとしても若年期に活躍していたこともあり、ピアノ曲にも心血を注いでいたものの、ピアノ業界では彼の作品の評価はいまだ定まっていない。クンストハルモニウムも製造が中止されたこともあり、その作品の受容が危ぶまれたが、少数の熱狂的なプロ奏者がYouTubeを通じて作品の普及に努めている。
結局のところ、全66曲から成る『コラール即興曲集』の「凱旋行進曲《いざ諸人よ、神に感謝せよ》」が、最も有名である。金管楽器バンドとの共演が可能であり、セレモニーなどにも頻繁に世界中で用いられている。1987年には、彼の功績をたたえイギリスで「カルク＝エーレルト・アーカイブ」が設立された。ドイツ本国にも「カルク＝エーレルト協会」があり、定期的にイベントを開いている。現在は1990年代からリバイバルが進んでおり、まとまった数のオルガン作品の音源の入手は容易である。

## 主要作品

### オルガン作品
- 66 Choral-Improvisationen op. 65
- Trois Impressions op. 72
- Chaconne und Fugentrilogie mit Choral op. 73
- Sonatine a-Moll op. 74. Möseler, Wolfenbüttel 1977
- 20 Präludien und Postludien op. 78
- 3 Symphonische Kanzonen für Orgel op. 85
- 10 Charakteristische Tonstücke op. 86
- Symphonischer Choral „Ach bleib mit deiner Gnade“ op. 87, 1
- Symphonischer Choral „Jesu meine Freude“ op. 87, 2
- Symphonischer Choral „Nun ruhen alle Wälder“ op. 87, 3
- 3 Pastelle op. 92
- Seven Pastels from the Lake of Constance op. 96
- Cathedral Windows op. 106
- Drei Impressionen op. 108
- Triptych op. 141
- Drei neue Impressionen op. 142
- Orgelsinfonie fis-Moll op. 143
- Kaleidoskop op. 144
- Musik für Orgel op. 145
- Introduktion, Passacaglia und Fuge über B-A-C-H op. 150 (Originalfassung verschollen). Neufassung von Wolfgang Stockmeier. Möseler, Wolfenbüttel 2000
- Acht kurze Stücke op. 154
- Rondo alla campanella op. 156. Möseler, Wolfenbüttel 1986

### ハーモニウム作品
- Passacaglia, es, op.25, 1903–5, rev. als op.25b, org, 1905–7
- 6 Skizzen, op.10, 1904
- Improvisation (Ostinato und Fughetta), E, op.34, 1905, arr. org
- 5 Monologe, op.33, 1905, no.4 arr. org
- Partita, D, op.37, 1905, movts 1, 3, 4, arr. org, 1906–11
- Phantasie and Fugue, D, op.39, 1905, arr. org
- 5 Aquarellen, op.27, 1905, arr. org Kunstharmonium
- 8 Konzertstücke, op.26, 1905–6, nos.1, 4, 6, 7 arr. hmn, pf Kunstharmonium
- Sonata no.1, b, op.36, 1905, 2nd movt arr. org Kunstharmonium
- 3 Sonatinas, G, e, a, op.14, 1906 Kunstharmonium
- Scènes Pittoresques, op.31, 1906, nos.1 and 6 arr. hmn/pf Kunstharmonium
- Silhoutten, op.29, hmn/pf, 1906; Leichte Duos (T. v. Obendorff), c, woo 7, hmn/pf, 1906 Kunstharmonium
- Poesien, op.35, hmn/pf, 1907 Kunstharmonium
- Renaissance, op.57, 1907 Kunstharmonium
- 5 Miniaturen, op.9, 1908 Kunstharmonium
- Sonata no.2, b, op.46, 1909–12, 2 movt arr. org, 1911 Kunstharmonium
- 2 Tondichtungen op. 70, 1910 Kunstharmonium
- Intarsien, op.76, 1911 Kunstharmonium
- Schule für Harmonium, op.99
- Portraits von „Palestrina bis Schönberg“, op.101, 1913–23
- Die hohe Schule des Ligatospiels, op.94, hmn/pf, 1912
- Erste grundlegende Studien, op.93, 1913
- Gradus ad Parnassum, op.95, 1913–14
- 12 Impressionen, op.102, 1914
- Romantische Stücke (Impressionen aus dem Riesengebirge), op.103, 1914;
- 7 Idyllen, op.104, 1914
- Tröstungen (8 religiöse Stimmungsbilder), op.47, 1918
- Innere Stimmen, op.58, 1918–19

### ピアノ作品
- Reisebilder. Eine Suite von acht Klavierstücken op. 7
- Walzer-Caprice. Für Klavier zu vier Händen op. 16
- Aus dem Norden. Sechs lyrische Stücke op. 18
- Scandinavische Weisen. Sieben Vortragsstücke op. 28
- Walzerszenen op. 45
- Sonate Nr. 1 fis-moll op. 50
- Patina. Zehn Miniaturen im Stile des XVIII. Jahrhunderts op. 64 [I]
- Drei Sonatinen op. 67
- Dekameron. Eine Suite (a-Moll) von zehn leichten, instruktiven Charakterskizzen op. 69
- Poetische Bagatellen op. 77
- Sonate Nr. 2 op. 80 (gilt heute als verschollen)
- Sonate (Patetica) Nr. 3 cis-Moll op 105
- Partita (g-Moll) op. 113
- Exotische Rhapsodie (Dschungel Impressionen) op. 118
- Heidebilder. Zehn kleine Impressionen op. 128
- Mosaik. 29 kleine, instruktive Stücke op. 146

### 室内楽作品
- 2 Stücke für Violine und Orgel op. 48b
- Trio für Oboe, Klarinette und Englischhorn op. 49/1
- Sonate für Violoncello und Klavier A-Dur op. 71
- Zehn Charakterstudien für zwei Violinen op. 90
- Sonate für Flöte und Klavier B-Dur op. 121
- Sonate für Klarinette solo op. 110
- Sonate für Klarinette (Viola) und Klavier H-Dur op. 139b
- 25 Capricen und Sonate fuer Saxophon solo op. 153
- Sinfonische Kanzone für Flöte und Klavier op. 11

### 声楽作品
- Die Grablegung Christi op. 84
- 2 Gesänge mit Orgel op. 98
- Requiem op. 109

### オーボエソロ
- Etüden-Schule für Oboe oder Englisch Horn op. 41

### フルートソロ
- 無伴奏フルートのためのソナタアパッショナータ嬰ヘ短調

## 編曲作品

### ハーモニウム版
- ワーグナー - 歌劇「ローエングリン」 - 第1幕 ローエングリンの到着
- ワーグナー - 歌劇「トリスタンとイゾルデ」 - 前奏曲
- ワーグナー - 楽劇「神々の黄昏」 - 第3幕 ジークフリートの葬送行進曲
- ワーグナー - 楽劇「ジークフリート」 - 第2幕 森のざわめき
- ワーグナー - 楽劇「ニュルンベルクのマイスタージンガー」 - 第3幕 ヴァルターの歌 「朝はバラ色に輝きて」
- ワーグナー - 歌劇「リエンツィ」 - 第5幕 リエンツィの祈り 「全能の父よ、見守りたまえ」
- ワーグナー - 歌劇「さまよえるオランダ人」 - 第1幕 ゼンタのバラード 「海原に船を見かけましたか?」
- ワーグナー - 歌劇「タンホイザー」 - 第3幕 夕星の歌 「死の予感のごとく夕闇が地を覆い」
- ワーグナー - 舞台神聖祝典劇「パルジファル」 - 主の晩餐の場面

### ハーモニウムとピアノ版
- ワーグナー - 歌劇「タンホイザー」 - 第2幕 ヴァルトグルク城への客人の入城
- ワーグナー - 歌劇「ローエングリン」 - 前奏曲
- ワーグナー - 歌劇「さまよえるオランダ人」 - 第2幕 ぶんぶん、ぶんぶん、おまえやくだつ糸車
- ワーグナー - 舞台神聖祝典劇「パルジファル」 - 第2幕 花売り娘
- ワーグナー - 楽劇「ニュルンベルクのマイスタージンガー」 - 第3幕 太陽のように明る
- ワーグナー - 楽劇「ワルキューレ」 - 第1幕 冬の嵐は過ぎ去り快い月となった
- ワーグナー - 歌劇「ローエングリン」 - 第3幕 真心をこめてご先導いたします（結婚行進曲）
- ワーグナー - 楽劇「神々の黄昏」から
- ワーグナー - 楽劇「ニュルンベルクのマイスタージンガー」 - 第3幕 マイスタージンガーの行進曲
- ワーグナー - 歌劇「トリスタンとイゾルデ」から

## 著述
- Edvard Grieg. Biographisch-kritische Skizze, in: Die Musik-Woche, 24 (1903), S. 226-229.
- Gustav Mahler. Kritisch-biographische Skizze, in: Die Musik-Woche, 31 (1903), S. 299f.
- Gottfried Grunewald. Eine kritische und biographische Skizze, in: Die Musik-Woche, 32 (1903), S. 306f.
- Christian Sinding. Biographie und Erläuterung seiner Werke, in: Die Musik-Woche, 36 und 37 (1903), S. 346-348 und 359-361.
- Theodor Kirchner. Ein Nekrolog, in: Die Musik-Woche, 38 (1903), S. 367-369.
- Sophie Menter. Biographische Skizze, in: Die Musik-Woche, 3 (1904), S. 18f.
- Dr. Eduard Lassen †. Ein Nekrolog, in: Die Musik-Woche, 4 (1904), S. 26-28.
- Hermann Kretzschmar. Eine biographische Skizze, in: Die Musik-Woche, 19 (1904), S. 146f.
- Felix von Weingartner als Dirigent und Komponist.Eine Skizze, in: Die Musik-Woche, 22 (1904), S. 170f.
- Freiherr E. N. von Rezniček, in: Die Musik-Woche, 27 und 28 (1904), S. 210f. und 218f.
- Das Harmonium und die Hausmusik, in: Zeitschrift für Instrumentenbau, (1906-07), Bd. 27, S. 929-931.
- Die Reform des modernen Druckwind-Harmoniums. Ein Dispositionsvorschlag. Anliegend eine Dispositionstabelle, in: Zeitschrift für Instrumentenbau, (1907-08), Bd. 28, Hefte 24-27, S. 800-802, 834-837, 873-874, 905-906.
- Bror Beckmann als Harmonium-Komponist, in: Das Harmonium, 7 (1909), S. 105-108.
- Die Solo- und kombinierte Percussion, in: Das Harmonium, 9/1-2 (1911), S. 5-7 und 22f.
- Die bewegliche Maus und Paul Harms, in: Zeitschrift für Instrumentenbau (1910/11), Band 31, Heft 29, S. 1107f
- Der neue Miniatur-Weltflügel von R. Siegel in Stade, in: Zeitschrift für Instrumentenbau, (1910-11), Bd. 31, Heft 26 , S. 964f.
- Die neue "Deutsche Harmoniumzungen-Fabrik" von Th. Mannborg in Pegau i. Sa., ein wichtiges deutsches Unternehmen, in: Zeitschrift für Instrumentenbau, (1911-12), Bd. 32, Heft 22, S. 822f.
- Die Grundlagen der Musiktheorie, Leipzig [1920/1921].
- Orgel und Harmonium. Eine Skizze, in: Musik-Taschenbuch für den täglichen Gebrauch (Edition Steingräber Nr. 60), Leipzig o. J. ca. 1920/1925, S. 275-301.
- Wie ich zum Harmonium kam, in: Der Harmoniumfreund, I/1 (1927), S. 4f.
- Konservatorium und Musikerziehung, in: Deutsche Tonkünstler-Zeitung, 27/5 (1929), S. 433-436.
- Akustische Ton-, Klang- und Funktionsbestimmung, Leipzig [1930].
- Polaristische Klang- und Tonalitätslehre (Harmonologik), Leipzig 1931.